# Bernard Talvard
Bernard Talvard (n. 8 octombrie 1947, Melun, Île-de-France, Franța) este un scrimer ce a reprezentat Franța, medaliat olimpic. A participat la 2 ediții ale Jocurilor Olimpice (1972, 1976) în care a câștigat două medalii de bronz.